# FC Naples
L'FC Naples, conosciuto più semplicemente come Naples, è un club calcistico professionistico statunitense con base a Naples, in Florida e che milita nella USL League One, campionato di terza divisione. Disputa le proprie partite casalinghe presso il Paradise Coast Stadium, impianto dotato di una capienza pari a 5.000 posti.

## Storia
Il 17 gennaio 2024 la United Soccer League annunciò ufficialmente l'ingresso di una nuova franchigia proveniente dalla città di Naples, in Florida, che avrebbe partecipato alla USL League One a partire dalla stagione 2025. Il 15 giugno 2024 il club annunciò i suoi colori, il suo stemma ed il suo nome ufficiale.
Il primo incontro ufficiale della storia del club, tenutosi davanti a una folla di 4.600 spettatori, si disputò l'8 marzo 2025 in occasione del pareggio casalingo per 1-1 contro i Chattanooga Red Wolves, mentre la prima vittoria ufficiale arrivò una settimana dopo, il 15 marzo, nella vittoria in casa per 2-0 contro il Forward Madison.

## Stadio
Il club disputa le proprie sfide casalinghe presso il Paradise Coast Stadium, impianto costruito nel 2020 e dotato di una capienza pari a 5.000 posti.